# Mario Ledesma
Mario Ledesma Arocena (* 17. května 1973 Buenos Aires) je bývalý argentinský ragbista, který hrál jako mlynář. Server Ruck ho považuje za jednoho z nejlepších hráčů historie na svém postu. Fanoušky po celém světě byl zvolen jako nejlepší mlynář historie světových šampionátů.
Za argentinskou reprezentaci odehrál 84 zápasů a nasbíral 15 bodů (1996–2011). Zúčastnil se čtyř světových šampionátů (MS 1999 až MS 2011). Na svém třetím mistrovství světa získal se svou zemí 3. místo.
V roce 2010 vyhrál s klubem Clermont nejvyšší francouzskou ligu. Předešlé tři roky zažil se stejným klubem porážku ve finále TOP14. V Argentině hrál za amatérské družstvo Curupaytí (1990–2001). Ve Francii začal hrát profesionálně za Narbonne (2001–2003), Castres (2003–2005) a potom hrál do roku 2011 za Clermont.
Po konci hráčské kariéry se dal na trénování. V sezoně 2011/12 byl trenérem útoku Stade Francais. Poté stejnou pozici měl u Montpellier do roku 2014. Následující rok zažil roli poradce u australského celku Waratahs. Od roku 2015 až 2017 byl trenérem útoku u australské reprezentace, se kterou skončil na 2. místě na MS 2015. Ve stejném roce zažil triumf na Rugby Championship. V roce 2018 byl hlavním koučem argentinského celku Jaguares. Ve stejný rok začal trénovat jako hlavní trenér Argentinu (2018–2022). V roce 2020 byl u historicky první výhry Argentiny nad Novým Zélandem v historii. Po konci u své rodné země byl další rok asistentem trenéra amerického celku Dallas Jackals.